# Matsudaira Katataka
Matsudaira Katataka est un nom japonais traditionnel ; le nom de famille (ou le nom d'école), Matsudaira, précède donc le prénom (ou le nom d'artiste).
Katataka Matsudaira (松平容敬, 14 juin 1806-29 février 1852) est un daimyo, gouverneur du domaine d'Aizu (230 000 koku) dans la province de Mutsu. Connu dans sa jeunesse sous le nom de « Keizaburō »  (慶三郎), il est le fils de Matsudaira Yoshikazu, seigneur du domaine de Takasu, de Mino. Adopté par Matsudaira Katahiro d'Aizu, Katataka le remplace à la tête de la famille, recevant le titre de cour de Higo no kami.
Bien que Katataka a été félicité par Naosuke Ii pour être un vassal fidèle du bakufu, sa renommée est éclipsée par son fils adoptif Matsudaira Katamori (le fils de son frère Matsudaira Yoshitatsu).

## Source de la traduction
- (en) Cet article est partiellement ou en totalité issu de l’article de Wikipédia en anglais intitulé « Matsudaira Katataka » (voir la liste des auteurs).